# Pieljekaise
Pieljekaise este o arie protejată (arie specială de conservare — SAC, sit de importanță comunitară — SCI) din Suedia întinsă pe o suprafață de 15.484,7 ha, integral pe uscat.

## Localizare
Centrul sitului Pieljekaise este situat la coordonatele 66°21′15″N 16°46′06″E / 66.3543°N 16.7683°E.

## Înființare
Situl Pieljekaise a fost declarat sit de importanță comunitară în decembrie 1995 pentru a proteja 4 specii de animale. Situl a fost protejat și ca arie specială de conservare în decembrie 2009.

## Biodiversitate
Situată în ecoregiunea alpină, aria protejată conține 8 habitate naturale: Mlaștini turboase de tranziție și turbării mișcătoare, Râuri de munte și vegetația erbacee de pe malurile acestora, Tufărișuri subarctice cu Salix spp., Liziere de ierburi înalte hidrofile de câmpie și de nivel montan până la alpin, Păduri nordice subalpine/subarctice cu Betula pubescens ssp. czerepanovii, Pajiști alpine și boreale, Pajiști boreale și alpine pe substrat silicios, Ape stătătoare oligotrofe până la mezotrofe, cu vegetație de Littorelletea uniflorae și/sau de Isoëto-Nanojuncetea.
La baza desemnării sitului se află mai multe specii protejate:
- mamifere (3): gluton (Gulo gulo), vidră de râu (Lutra lutra), râs eurasiatic (Lynx lynx)
- nevertebrate (1): Vertigo geyeri